# Kwartier (militair)

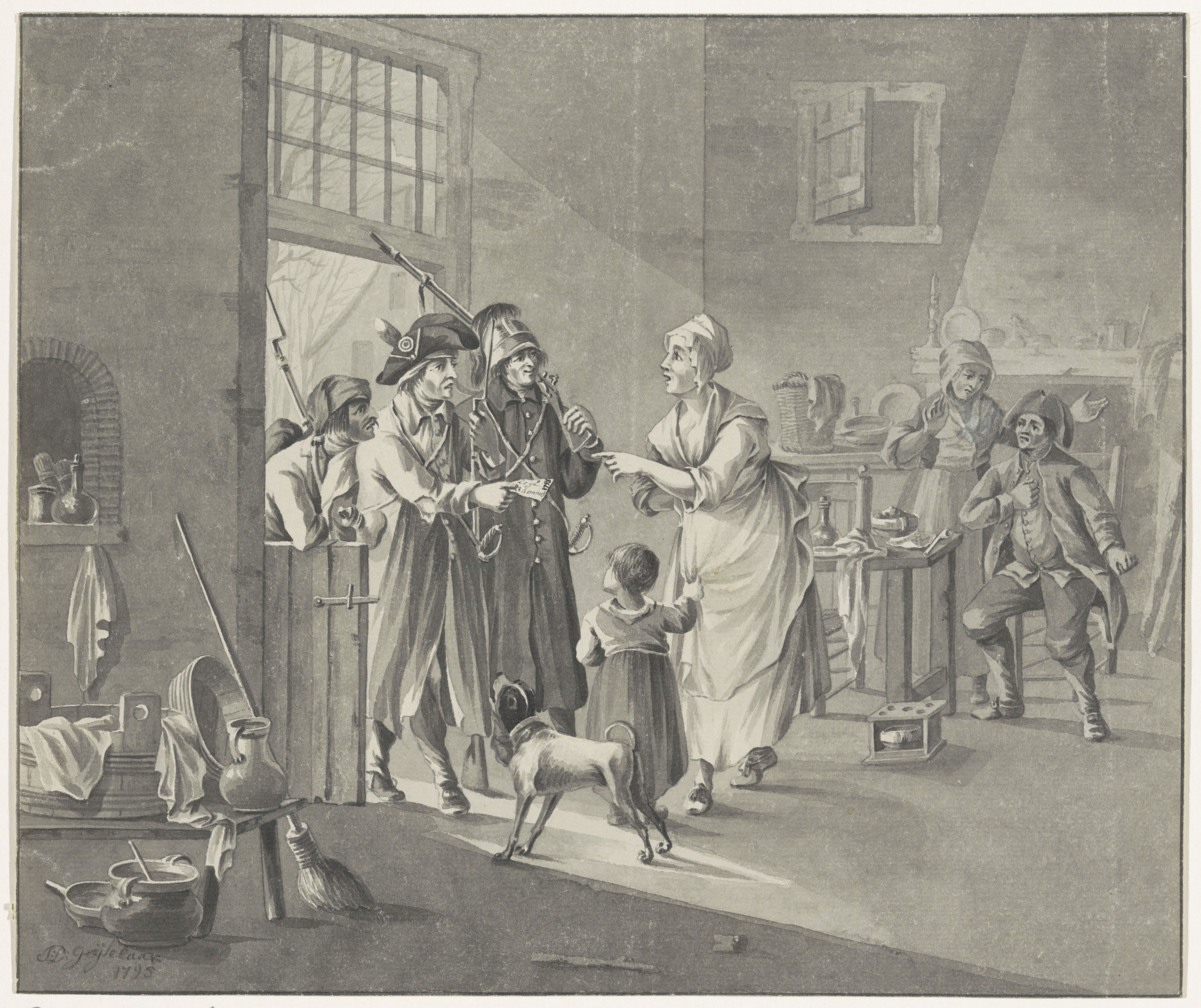
Drie Franse soldaten komen met een biljet van inkwartiering bij een Hollandse familie, 1795

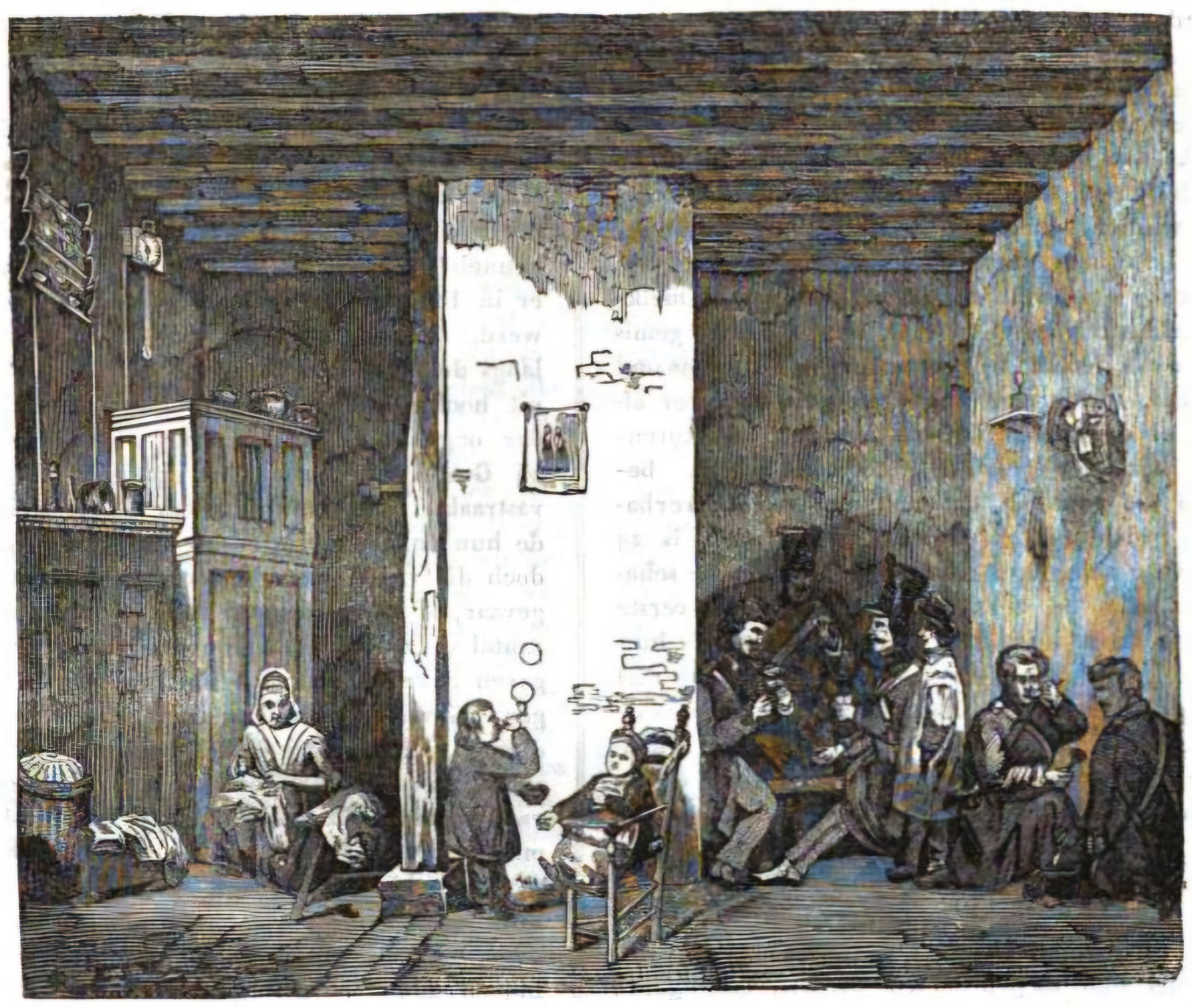
Nederlandse (protestantse) militairen ingekwartierd bij een boerengezin afkomstig uit de overwegend rooms-katholieke streek de Acht Zaligheden, gedurende de Belgische Opstand en met als doel het handhaven van de status quo.

Een kwartier (oud-Nederlands: quartier of kantonnement) is een tijdelijke verblijfplaats voor militairen. 'Kwartier maken' kan eventueel gebeuren door een kwartiermaker. Wanneer een kwartier bij burgers wordt ingericht wordt dit inkwartiering genoemd. In België echter wordt met 'militair kwartier' doorgaans een permanent kazernecomplex aangeduid.
In de wintermaanden, wanneer er niet gevochten werd, vertrokken de troepen naar hun winterkwartier (ook wel winterkantonnement of simpelweg kantonnement genoemd).

## Inkwartiering
Berucht was vroeger de inkwartiering, waarbij voorbijtrekkende troepen werden gehuisvest binnen een stad, en door de bewoners van deze stad moesten worden onderhouden (de 'kwartiergevers'). Niet alleen betekende dit een economische aanslag op de door oorlogshandelingen toch al verarmde bevolking, maar bovendien waren de betreffende militairen lang niet altijd van onbesproken gedrag. Bij elke inkwartiering werd een inkwartieringsbiljet opgesteld waarop de naam van de ingekwartierde, de plaats waar deze was ingekwartierd en de naam van de kwartiergever was vermeld, zodat een vergoeding kon worden overgemaakt.
Ook in de Tweede Wereldoorlog werden bijvoorbeeld in Nederland mensen ingekwartierd. Hiervoor moest door de Duitse soldaten of SS'ers een vergoeding worden betaald aan de gemeente waaronder het kwartier viel, die deze vervolgens doorbetaalde aan de kwartiergever. Ook eventuele vernielde en gestolen goederen en verbruikte elektriciteit werden zo betaald.

## Afgeleide begrippen
Alleen al in militaire kringen kent of kende het begrip kwartier nog vele afgeleide betekenissen, zoals de 
- kwartierdraak, een soort kanon;
- kwartierarrest, waarbij de soldaat zich niet buiten de kazerne mag begeven;
- kwartierlijst;
- kwartiermuts, een militair hoofddeksel dat op het kwartier werd gedragen,
- kwartier geven, wat zoiets betekende als de vijand ervan langs geven;
- kwartiermeester had de leiding over het kwartier, nog hoger stonden de opperkwartiermeester en de 'kwartiermeester-generaal'.